# Numeral (símbolo)
El numeral (nombre usado en Argentina, Colombia y Uruguay) o la almohadilla (nombre usado en España) es el símbolo #, consistente en dos segmentos de recta similares, paralelos y casi verticales, cruzados por otros dos que son más cortos, similares, paralelos y horizontales. Por usarse en algunos países y ámbitos para indicar cifras, también se llama signo de número y cardinal. Además, por su parecido al tablero del juego tres en línea, también se llama michi, tatetí, tresenlínea, gato y vieja.[cita requerida]
La almohadilla o numeral se asemeja al símbolo musical de sostenido ({\displaystyle \sharp }), al que sustituye a veces (especialmente en escritura mecánica, cuando la fuente elegida no posee el signo musical).

## Historia
Se cree que el símbolo tiene su origen en el símbolo ⟨℔⟩, abreviatura del término romano libra pondo, que se traduce como "libra de peso". La abreviatura "lb" se imprimía como una ligadura específica que incluía una línea horizontal transversal (que indicaba la abreviatura). Finalmente, para mayor claridad, el símbolo se redujo a una superposición de dos trazos horizontales "=" sobre dos trazos "//" similares a barras.
El símbolo se describe como el carácter "numérico" en un tratado de contabilidad de 1853, y su doble significado se describe en un texto de contabilidad de 1880. El manual de instrucciones de la máquina de escribir Blickensderfer modelo 5 (c. 1896) parece referirse al símbolo como la "marca numérica". Algunas fuentes estadounidenses de principios del siglo XX lo denominan "signo de número", aunque también podría referirse al indicador ordinal (№). Un manual de 1917 distingue dos usos del símbolo: "número (escrito antes de una cifra)" y "libras (escrito después de una cifra)". El uso de la frase "pound sign" para referirse a este símbolo se encuentra desde 1932 en el uso estadounidense. El término hash sign se encuentra en escritos sudafricanos de finales de la década de 1960.
En cuanto a los dispositivos mecánicos, el símbolo apareció en el teclado de la máquina de escribir Remington Standard (c. 1886). Estuvo presente en muchos de los primeros códigos de teletipo y de ahí pasó al ASCII, lo que permitió que estuviera disponible en las computadoras y propició que se encontraran muchos más usos para este carácter. El símbolo fue introducido en el botón inferior derecho de los teclados de marcación por tonos en 1968, pero ese botón no tuvo un uso extendido hasta la llegada del correo de voz a gran escala (sistemas PBX, etc.) a principios de la década de 1980.
Uno de los usos en informática fue marcar que el texto siguiente debía interpretarse de forma diferente (como un comando o un comentario) con respecto al resto del texto. Fue adoptado hacia 1988 en las redes de internet relay chat (IRC) para identificar grupos y temas. Este uso inspiró a Chris Messina a proponer un sistema similar en Twitter para etiquetar temas de interés en la red de microblogueo; esto pasó a conocerse como hashtag. Aunque inicialmente se utilizó, y con más popularidad, en Twitter, su uso se ha extendido a otras redes sociales.

## Usos
Tiene muchos y diversos usos:
- En países anglohablantes como en Estados Unidos puede indicar cifra o número (de ahí se proviene su nombre numeral). En Wikipedia también se usa para hacer listados numerados.
- Introduce comentarios en algunos lenguajes de programación (como Perl, Python y PHP) o en los ficheros de configuración de algunos programas (como Apache).
- Precede a códigos de colores en formato hexadecimal.
- Es una tecla del teléfono que activa funciones especiales o códigos abreviados.
- Separa medicamentos a las prescripciones médicas de Noruega.
- Indica fin de transcripción en periodismo.
- Marca el grupo fonológico en determinadas escuelas de fonética.
- En la web es el ancla que aparece en algunos hiperenlaces del lenguaje HTML, que sirve para llegar a un apartado de una página (por ejemplo Almohadilla#Usos lleva al apartado "Usos" de la página del artículo "Almohadilla").
- En ajedrez sirve para indicar jaque mate. Ejemplo del mate del pastor: 1 e4 e5 2 Ac4 Ac5 3 Dh5 Cc6 4 Dxf7#.
- Reemplaza al signo de sostenido en el nombre del lenguaje de programación C# (sharp en inglés es sostenido).
- En las redes sociales sirve para clasificar un tuit y para difundirlo.
- Se utiliza en CSS y otros lenguajes para hacer referencia al atributo identificador de un elemento HTML. Ejemplo:

<p id="parrafo"></p> --> En CSS hacemos referencia a él para aplicar un estilo de la siguiente forma --> #parrafo {}
- En el formato de catalogación automatizada IBERMARC se usa para indicar información no significativa, y se denomina blanco.
- En matemáticas se emplea como indicador del cardinal de un conjunto.
- En el contexto de la música, se utiliza a menudo como sustituto del signo de sostenido, de apariencia muy similar, si este no se encuentra disponible.
- En los sistemas operativos tipo unix, el símbolo # se usa para representa al superusuario o administrador del sistema, mientras que el símbolo $ se usa para representar al usuario común.

## Códigos en computación
Este símbolo se suele representar con los siguientes caracteres Unicode: 
| Carácter      | #           | #           |
| ------------- | ----------- | ----------- |
| Unicode       | NUMBER SIGN | NUMBER SIGN |
| Codificación  | decimal     | hex         |
| Unicode       | 35          | U+0023      |
| UTF-8         | 35          | 23          |
| Ref. numérica | &#35;       | &#x23;      |